# ام‌اس‌سی اپرا
ام‌اس‌سی اپرا (به انگلیسی: MSC Opera) یک کشتی است که طول آن ۲۵۱ متر (۸۲۳ فوت) می‌باشد.